# Griffonia speciosa
Griffonia speciosa är en ärtväxtart som först beskrevs av George Bentham, och fick sitt nu gällande namn av Paul Hermann Wilhelm Taubert. Griffonia speciosa ingår i släktet Griffonia och familjen ärtväxter. Inga underarter finns listade i Catalogue of Life.